# Гендрікс (Іллінойс)
Гендрікс (англ. Hendrix) — невключена територія в окрузі Маклейн, Іллінойс, США. 

## Географія
Розташована за 7 км. від міста Блумінґтон. 

## Назва
Названо на честь засновника поселення Джона Гендрікса.